# 现货市场
现货市场（Spot Market, Cash Market），是指即期交割的公开金融市场，其中交易的金融工具或金融商品需即期交割，和期貨交易的交割是在一段時間以後的情形不同。现货市场可以透過交易所或柜台买卖（OTC）。只要有相關的基础设施，就可以進行现货市场交易。
外匯市場的交割需時T+2。股票市场的交割一般是在T+1或T+2日時進行，也就是現金和股票的交付需要在交易日後第一或第二個工作日內完成。

## 各地規例

### 美國
美國股票市場採用T+2結算，這意味着賣出股票所得的現金並未完成結算，要再過兩日才會變成「已結算現金」。如果投資者選擇以現金帳戶買賣股票，但戶口沒有足夠的已結算現金，即屬違規行為。
現金帳戶可能出現的違規行為共有三類：
- 搭便車（Freeriding）
- 現金結算（Cash Liquidation）
- 違反誠信原則（Good Faith Violation）

搭便車是指投資者在賣出股票前，未有完全支付款項。例如，帳戶內只有$1000現金，而買入$1050股票，投資者應在結算前存入$50現金。由於股價上升，投資者沒有存入現金，而在結算前以$1100賣出所持的股票，即屬搭便車的違規操作，帳戶會被即時限制交易90日。
違反現金結算規例是指投資者以賣出股票的未結算資金去買入股票。例如，帳戶內有$1000現金及$1000 ABC股票，而買入$1050 XYZ股票。投資者於次日賣出部分ABC來支付$50餘額，帳戶於結算日未有足夠的已結算現金，違反現金帳戶的交易規例。
違反誠信原則是指，投資者買入並賣出股票，但用作買入的資金未完成結算。這是常見的違規操作。例如，帳戶內只有ABC股票，投資者在出售$1000 ABC股票，並買入$1000 XYZ股票，此時未有違規。投資者即日或次日賣出XYZ，就會違反誠信原則，因為早前出售ABC的現金未完成結算。